# 薩拉波科查湖
10°18′44″S 76°54′48″W / 10.31222°S 76.91333°W

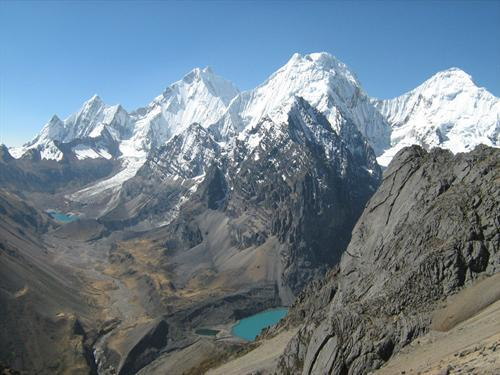

薩拉波科查湖（Lake Sarapococha），是秘魯的湖泊，位於該國中南部利馬大區，處於安第斯山脈的瓦伊瓦什山脈地區，長0.63公里、寬0.28公里，海拔高度約4,495米。